# Prefettura apostolica di Endeber
La prefettura apostolica di Endeber (in latino: Praefectura Apostolica Endeberensis) è una sede soppressa della Chiesa cattolica.

## Storia
La prefettura apostolica di Endeber fu eretta il 13 febbraio 1940 con la bolla Quo intra fines di papa Pio XII, ricavandone il territorio dal vicariato apostolico di Gimma (oggi vicariato apostolico di Nekemte). Comprendeva parte del Governatorato dello Scioa.
Il 20 febbraio 1961 la prefettura apostolica, che era vacante dal 1945, fu di fatto soppressa e il suo territorio, in forza della bolla Quod Venerabiles di papa Giovanni XXIII, divenne parte integrante dell'arcieparchia di Addis Abeba.

## Cronotassi dei prefetti
- Federico da Baselga, O.F.M.Cap. † (15 novembre 1940 - 1945 dimesso)

## Statistiche
La diocesi al termine dell'anno 1950 contava 250 battezzati.
| anno | popolazione | popolazione | popolazione | presbiteri | presbiteri | presbiteri | presbiteri                | diaconi | religiosi | religiosi | parrocchie |
| anno | battezzati  | totale      | %           | numero     | secolari   | regolari   | battezzati per presbitero | diaconi | uomini    | donne     | parrocchie |
| ---- | ----------- | ----------- | ----------- | ---------- | ---------- | ---------- | ------------------------- | ------- | --------- | --------- | ---------- |
| 1950 | 6.000       | ?           | ?           | 3          | 3          | 0          | 2.000                     |         |           | 5         | 2          |